# Cheilotrichia (Empeda) scitula
Cheilotrichia (Empeda) scitula is een tweevleugelige uit de familie steltmuggen (Limoniidae). De soort komt voor in het Oriëntaals gebied.